# Palaeoxylosteus kurosawai
Palaeoxylosteus kurosawai là một loài bọ cánh cứng trong họ Cerambycidae.